# Bach (Lot)
Bach – miejscowość i gmina we Francji, w regionie Oksytania, w departamencie Lot.
Według danych na rok 1990 gminę zamieszkiwało 140 osób, a gęstość zaludnienia wynosiła 7 osób/km² (wśród 3020 gmin regionu Midi-Pireneje Bach plasuje się na 923. miejscu pod względem liczby ludności, natomiast pod względem powierzchni na miejscu 557.).